# 트레저 아일랜드 호텔 앤드 카지노

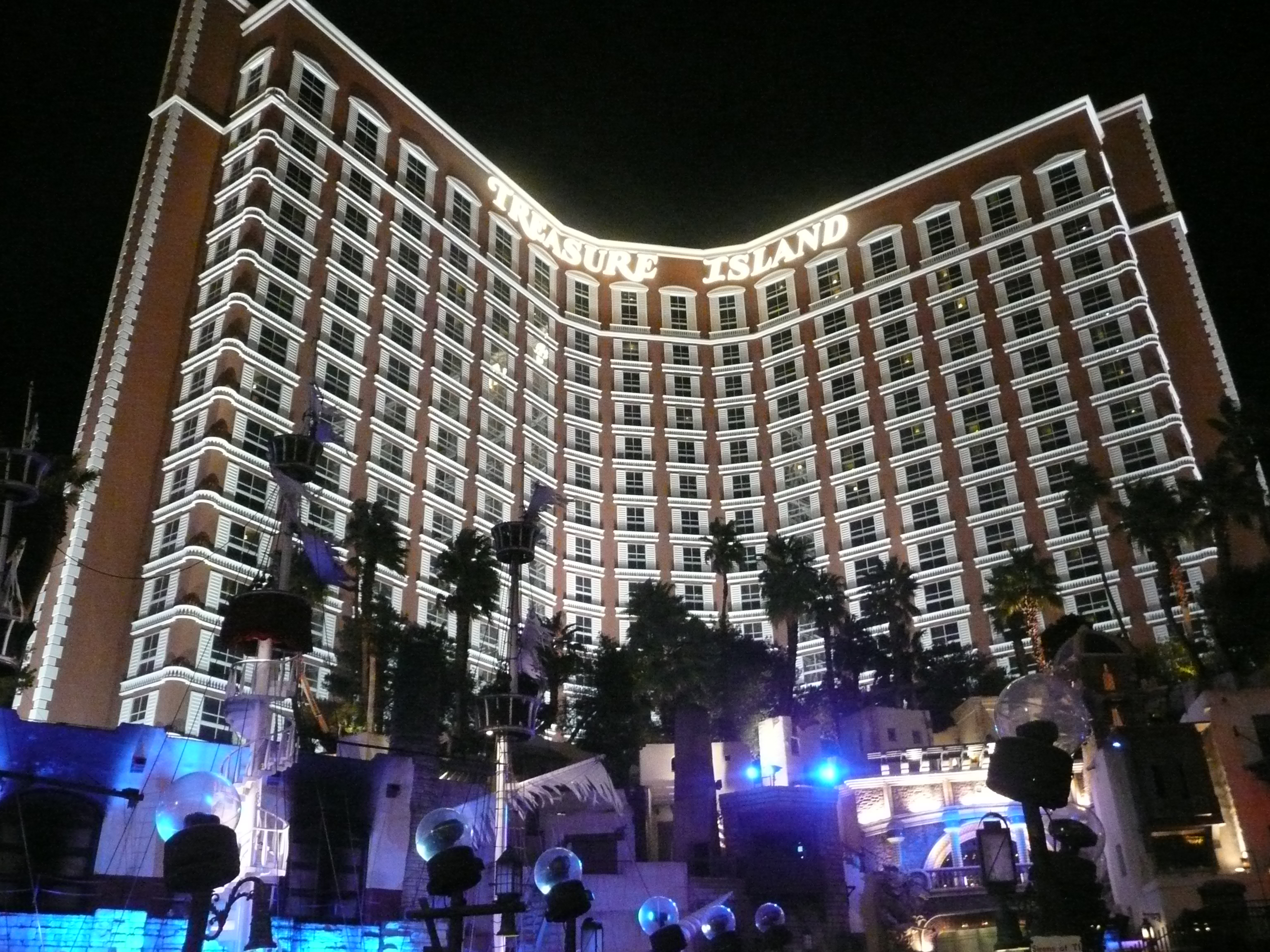
트레저 아일랜드 호텔 앤드 카지노

트레저 아일랜드 호텔 앤드 카지노(Treasure Island Hotel and Casino)는 미국 네바다주 라스베이거스 스트립의 카지노 호텔이다. 객실 2,885개 면적 47,927평방피트 (4,452.6m 2 ) 규모이다.
트레저 아일랜드 카지노는 석호를 바라보는 부카니어 베이 클럽 등 여러 레스토랑과 함께 문을 열었다. 메뉴에는 스테이크와 해산물이 포함되어 있다. 1998년에는 고급 이탈리아 레스토랑 프란체스코가 추가로 문을 열었다. 토니 베넷과 필리스 딜러 등 유명인의 예술 작품이 특징이다.